# Creu de terme de Castelldans
La creu de terme de Castelldans és una creu de terme del municipi de Castelldans (Garrigues).

## Història

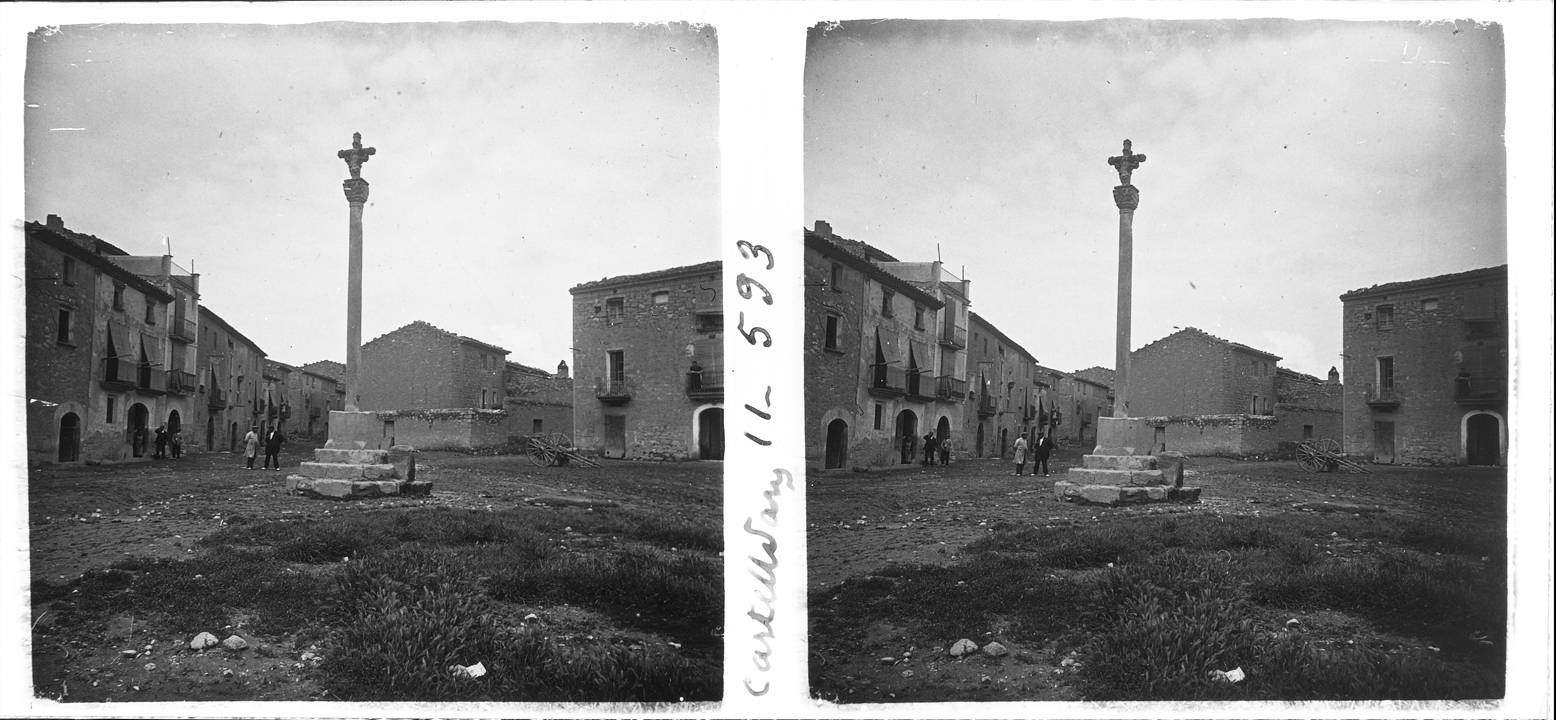
Antiga creu de terme

Castelldans comptava amb una valuosa creu de terme, datada al segle XVI, que va ser destruïda l'any 1936. El 1954 se'n va construir una de nova, molt diferent a l'antiga, que es va col·locar al passeig Francesc Moragas.
El 2018 es va restaurar la creu, enretirant els símbols i inscripcions franquistes, substituint-los pel colom de la pau, l'escut actualitzat de Castelldans, l'escut de Catalunya i l'olivera com a símbol de la comarca.